# Storie di donne al bivio
Storie di donne al bivio è un programma televisivo condotto da Monica Setta di genere talk show in onda su Rai 2 dal 2023.

## Il programma
Ogni puntata della trasmissione, in onda in seconda o terza serata su Rai 2, vede la conduttrice intervistare tre ospiti donne a puntata, nel racconto della propria vita e della propria carriera nell'ambito dello spettacolo, della politica o dell'economia.
La prima edizione, composta da 8 puntate, è andata in onda tra luglio e agosto 2023 il mercoledì in seconda serata.
Il programma è stato rinnovato per una seconda edizione in onda da ottobre 2023 a agosto 2024. Durante questa edizione, la trasmissione approda occasionalmente con alcune puntate speciali il sabato pomeriggio, con uno spin-off intitolato Storie di donne al bivio Weekend, e in prima serata, con uno spin-off intitolato Storie di donne al bivio Prima serata.
Dall'11 settembre 2024 va in onda la terza edizione in seconda serata. Anche durante questa edizione, a partire dal 21 settembre, vanno in onda alcune puntate degli spin-off Storie di donne al bivio Weekend e Storie di donne al bivio Prima serata.

## Edizioni
| Edizione | Inizio            | Fine           | Conduttore   | Puntate        | Puntate    | Puntate      |
| Edizione | Inizio            | Fine           | Conduttore   | Seconda serata | Pomeriggio | Prima serata |
| -------- | ----------------- | -------------- | ------------ | -------------- | ---------- | ------------ |
| 1ª       | 5 giugno 2023     | 23 agosto 2023 | Monica Setta | 8              | –          | –            |
| 2ª       | 5 ottobre 2023    | 22 agosto 2024 | Monica Setta | 71             | 9          | 2            |
| 3ª       | 11 settembre 2024 | in corso       | Monica Setta | 45             | 29         | 4            |

## Puntate

### Prima edizione
| Puntata | Data           | Ospiti                                                 | Ascolti        | Ascolti | Fonti  |
| Puntata | Data           | Ospiti                                                 | Telespettatori | Share   | Fonti  |
| ------- | -------------- | ------------------------------------------------------ | -------------- | ------- | ------ |
| 1       | 5 giugno 2023  | Nancy Brilli, Rosanna Lambertucci, Paola Ferrari       | 430 000        | 6,0%    | [ 4 ]  |
| 2       | 12 luglio 2023 | Nadia Rinaldi, Emma D'Aquino, Serena Autieri           | 354 000        | 5,6%    | [ 5 ]  |
| 3       | 19 luglio 2023 | Rita Rusić, Simona Ventura, Rita dalla Chiesa          | 336 000        | 5,2%    | [ 6 ]  |
| 4       | 26 luglio 2023 | Valeria Marini, Rosanna Banfi, Manila Nazzaro          | 406 000        | 6,3%    | [ 7 ]  |
| 5       | 2 agosto 2023  | Katia Ricciarelli, Enrica Bonaccorti, Concita Borrelli | 399 000        | 6,3%    | [ 8 ]  |
| 6       | 9 agosto 2023  | Pamela Prati, Eleonora Giorgi, Greta Mauro             | 354 000        | 5,4%    | [ 9 ]  |
| 7       | 16 agosto 2023 | Barbara De Rossi, Barbara Bouchet, Candida Morvillo    | 418 000        | 5,3%    | [ 10 ] |
| 8       | 23 agosto 2023 | Stefania Orlando, Sandra Milo, Patrizia Mirigliani     | 393 000        | 4,6%    | [ 11 ] |

### Seconda edizione
| Puntata | Data             | Ospiti                                                              | Ascolti        | Ascolti | Fonti  |
| Puntata | Data             | Ospiti                                                              | Telespettatori | Share   | Fonti  |
| ------- | ---------------- | ------------------------------------------------------------------- | -------------- | ------- | ------ |
| 1       | 5 ottobre 2023   | Iva Zanicchi, Loredana Lecciso, Luisella Costamagna                 | 223 000        | 2,8%    | [ 12 ] |
| 2       | 12 ottobre 2023  | Alba Parietti, Simona Izzo, Laura Ravetto                           | –              | –       | –      |
| 3       | 18 ottobre 2023  | Manila Nazzaro, Francesca Cavallin, Elenoire Casalegno              | –              | –       | –      |
| 4       | 26 ottobre 2023  | Angela Melillo, Samantha de Grenet, Manuela Moreno                  | –              | –       | –      |
| 5       | 1º novembre 2023 | Roberta Capua, Eleonora Giorgi, Nadia Rinaldi                       | 190 000        | 5,2%    | [ 13 ] |
| 6       | 8 novembre 2023  | Paola Ferrari, Emma D'Aquino, Patrizia Pellegrino                   | –              | –       | –      |
| 7       | 15 novembre 2023 | Jane Alexander, Serena Autieri, Rosanna Lambertucci                 | –              | –       | –      |
| 8       | 22 novembre 2023 | Pamela Prati, Natasha Stefanenko, Benedicta Boccoli                 | 141 000        | 4,7%    | [ 14 ] |
| 9       | 29 novembre 2023 | Bianca Guaccero, Giuliana De Sio, Barbara Floridia                  | 155 000        | 4,8%    | [ 15 ] |
| 10      | 6 dicembre 2023  | Monica Leofreddi, Eliana Miglio, Matilde Brandi                     | 162 000        | 5,5%    | [ 16 ] |
| 11      | 13 dicembre 2023 | Carmen Russo, Rossella Brescia, Dayane Mello                        | 301 000        | 4,5%    | [ 17 ] |
| 12      | 20 dicembre 2023 | Rita Forte, Eva Grimaldi, Francesca Rettondini                      | 269 000        | 4,5%    | [ 18 ] |
| 13      | 27 dicembre 2023 | Simona Ventura, Rita Rusić, Nathalie Caldonazzo                     | 423 000        | 2,5%    | [ 19 ] |
| 14      | 3 gennaio 2024   | Serena Grandi, Stefania Orlando, Rosanna Banfi                      | 244 000        | 4,2%    | [ 20 ] |
| 15      | 10 gennaio 2024  | Miriana Trevisan, Roberta Capua, Flora Canto                        | 565 000        | 5,1%    | [ 21 ] |
| 16      | 12 gennaio 2024  | Laura Ravegnini, Fanny Cadeo, Fabiola Sciabbarrasi                  | –              | –       | –      |
| 17      | 17 gennaio 2024  | Barbara Bouchet, Cecilia Capriotti, Denny Méndez                    | 260 000        | 2,3%    | [ 22 ] |
| 18      | 19 gennaio 2024  | Floriana Secondi, Vira Carbone, Flavia Vento                        | –              | –       | –      |
| 19      | 24 gennaio 2024  | Ida Di Benedetto, Patrizia Caselli, Carolina Rey                    | 195 000        | 4,1%    | [ 23 ] |
| 20      | 25 gennaio 2024  | Paola Ferrari, Manuela Villa, Arianna David                         | 219 000        | 4,8%    | [ 24 ] |
| 21      | 1º febbraio 2024 | Simona Izzo, Enrica Bonaccorti, Laura Freddi                        | 158 000        | 2,7%    | [ 25 ] |
| 22      | 2 febbraio 2024  | Claudia Koll, Sonia Borioni, Lisa Marzoli                           | –              | –       | –      |
| 23      | 14 febbraio 2024 | Francesca Cipriani, Annalisa Bruchi, Annalisa Minetti               | 201 000        | 5,3%    | [ 26 ] |
| 24      | 15 febbraio 2024 | Paola Perego, Elsa Di Gati, Maria Teresa Ruta                       | 171 000        | 4,1%    | [ 27 ] |
| 25      | 21 febbraio 2024 | Daniela del Secco d'Aragona, Justine Mattera, Maria Rosaria Omaggio | 176 000        | 4,6%    | [ 28 ] |
| 26      | 22 febbraio 2024 | Patrizia Rossetti, Loredana Cannata, Alda D'Eusanio                 | 207 000        | 4,3%    | [ 29 ] |
| 27      | 28 febbraio 2024 | Antonella Mosetti, Corinne Cléry, Mercédesz Henger                  | 88 000         | 2,2%    | [ 30 ] |
| 28      | 29 febbraio 2024 | Roberta Giarrusso, Vittoria Schisano, Elenoire Casalegno            | 161 000        | 2,3%    | [ 31 ] |
| 29      | 6 marzo 2024     | Patrizia Pellegrino, Didi Leoni, Stefania Pezzopane                 | 86 000         | 2,7%    | [ 32 ] |
| 30      | 7 marzo 2024     | Catena Fiorello, Greta Mauro, Alessandra Mussolini                  | 177 000        | 2,6%    | [ 33 ] |
| 31      | 13 marzo 2024    | Alessandra Moretti, Malena, Daniela Poggi                           | –              | –       | –      |
| 32      | 14 marzo 2024    | Stefania Orlando, Demetra Hampton, Taylor Mega                      | 190 000        | 2,6%    | [ 34 ] |
| 33      | 20 marzo 2024    | Valeria Marini, Carmen Russo, Flavia Vento                          | 189 000        | 3,7%    | [ 35 ] |
| 34      | 21 marzo 2024    | Maria Monsè, Elena Bonetti, Mariella Nava                           | 176 000        | 2,4%    | [ 36 ] |
| 35      | 27 marzo 2024    | Carolina Marconi, Candida Morvillo, Mikaela Calcagno                | 192 000        | 4,4%    | [ 37 ] |
| 36      | 28 marzo 2024    | Manuela Villa, Veronica Maya, Monica Leofreddi                      | 158 000        | 3,6%    | [ 38 ] |
| 37      | 3 aprile 2024    | Rossella Erra, Chiara Boni, Marina Tagliaferri                      | 161 000        | 4,5%    | [ 39 ] |
| 38      | 4 aprile 2024    | Enrica Bonaccorti, Benedetta Rinaldi, Augusta Montaruli             | 197 000        | 3,8%    | [ 40 ] |
| 39      | 10 aprile 2024   | Samantha de Grenet, Raffaella Rea, Barbara Alberti                  | 173 000        | 5,5%    | [ 41 ] |
| 40      | 11 aprile 2024   | Daniela Rosati, Elena Morali, Debora Caprioglio                     | 181 000        | 3,2%    | [ 42 ] |
| 41      | 17 aprile 2024   | Sara Tommasi, Morena Zapparoli, Giorgia Fantin                      | 182 000        | 5,1%    | [ 43 ] |
| 42      | 19 aprile 2024   | Eva Robin's, Nadia Rinaldi, Raffaella Zardo                         | –              | –       | –      |
| 43      | 24 aprile 2024   | Guendalina Tavassi, Arianna David, Vera Gemma                       | 176 000        | 4,3%    | [ 44 ] |
| 44      | 25 aprile 2024   | Alda D'Eusanio, Marina Occhiena, Glia Marra                         | 185 000        | 4,1%    | [ 45 ] |
| 45      | 1º maggio 2024   | Éva Henger, Isabelle Adriani, Emanuela Tittocchia                   | 208 000        | 5,3%    | [ 46 ] |
| 46      | 2 maggio 2024    | Patrizia Mirigliani, Susanna Messaggio, Licia Nunez                 | 194 000        | 4,1%    | [ 47 ] |
| 47      | 7 maggio 2024    | Lina Sastri, Raffaella Fico, Manila Nazzaro                         | 667 000        | 7,1%    | [ 48 ] |
| 48      | 8 maggio 2024    | Paola Saluzzi, Clizia Incorvaia, Ida Di Filippo                     | 310 000        | 4,9%    | [ 49 ] |
| 49      | 14 maggio 2024   | Katia Ricciarelli, Vanessa Gravina, Antonella Lattanzi              | 286 000        | 2,7%    | [ 50 ] |
| 50      | 15 maggio 2024   | Carmen Russo, Emanuela Rossi, Gaia De Laurentiis                    | 345 000        | 4,2%    | [ 51 ] |
| 51      | 21 maggio 2024   | Angela Melillo, Eleonora Vallone, Maria Grazia Cucinotta            | 427 000        | 3,8%    | [ 52 ] |
| 52      | 22 maggio 2024   | Nicoletta Spagnoli, Roberta Capua, Simona Tagli                     | 353 000        | 4,2%    | [ 53 ] |
| 53      | 28 maggio 2024   | Serena Autieri, Pamela Prati, Patrizia Caselli                      | 236 000        | 1,8%    | [ 54 ] |
| 54      | 29 maggio 2024   | Carolyn Smith, Antonella Boralevi, Giuliana De Sio                  | 401 000        | 5,6%    | [ 55 ] |
| 55      | 4 giugno 2024    | Sara Ricci, Eleonora Abbagnato, Alba Parietti                       | –              | –       | –      |
| 56      | 5 giugno 2024    | Veronica Maya, Francesca Cipriani, Nancy Dell'Olio                  | –              | –       | –      |
| 57      | 13 giugno 2024   | Barbara Bouchet, Laura Ravetto, Francesca Rettondini                | 268 000        | 2,4%    | [ 56 ] |
| 58      | 20 giugno 2024   | Rosanna Banfi, Valentina Persia, Giorgia Würth                      | 646 000        | 5,3%    | [ 57 ] |
| 59      | 27 giugno 2024   | Maria Teresa Ruta, Chiara Boni, Silvia Salis                        | 293 000        | 2,7%    | [ 58 ] |
| 60      | 2 luglio 2024    | Lory Del Santo, Maria Leitner, Cecilia Capriotti                    | 352 000        | 5,6%    | [ 59 ] |
| 61      | 3 luglio 2024    | Wilma Goich, Vera Squatrito, Benedetta D'Anna                       | –              | –       | –      |
| 62      | 9 luglio 2024    | Adriana Volpe, Cecilia Primerano, Monica Leofreddi                  | 291 000        | 5,0%    | [ 59 ] |
| 63      | 11 luglio 2024   | Vittoria Belvedere, Barbara Floridia, Daniela Di Maggio             | 179 000        | 1,9%    | [ 60 ] |
| 64      | 16 luglio 2024   | Antonella Elia, Yvonne Sciò, Elisabetta Pellini                     | 366 000        | 4,3%    | [ 61 ] |
| 65      | 18 luglio 2024   | Natasha Stefanenko, Cristina Brizzolari, Arianna Ciampoli           | 218 000        | 2,7%    | [ 62 ] |
| 66      | 23 luglio 2024   | Barbara De Rossi, Nathalie Caldonazzo, Giada Desideri               | 297 000        | 3,6%    | [ 63 ] |
| 67      | 25 luglio 2024   | Enrica Bonaccorti, Roberta Ammendola, Miriana Trevisan              | 222 000        | 2,6%    | [ 64 ] |
| 68      | 13 agosto 2024   | Gabrielle Labate, Samanta Togni, Lucia Bramieri                     | 328 000        | 3,7%    | [ 65 ] |
| 69      | 15 agosto 2024   | Rita Rusić, Concita Borrelli, Sofia Bruscoli                        | 316 000        | 3,7%    | [ 66 ] |
| 70      | 20 agosto 2024   | Patrizia Rossetti, Mirca Viola, Flaminia Bolzan                     | 393 000        | 4,4%    | [ 67 ] |
| 71      | 22 agosto 2024   | Alessia Merz, Barbara Alberti, Gabriella Capparelli                 | 407 000        | 4,8%    | [ 68 ] |

### Terza edizione
| Puntata | Data              | Ospiti                                                                                                  | Ascolti        | Ascolti | Fonti   |
| Puntata | Data              | Ospiti                                                                                                  | Telespettatori | Share   | Fonti   |
| ------- | ----------------- | --- | -------------- | ------- | ------- |
| 1       | 11 settembre 2024 | Patrizia Groppelli, Maria Soave, Antonella Mosetti                                                      | 437 000        | 4,5%    | [ 69 ]  |
| 2       | 18 settembre 2024 | Maria Teresa Ruta, Rosanna Vaudetti, Paola Cervelli                                                     | 351 000        | 3,4%    | [ 70 ]  |
| 3       | 25 settembre 2024 | Lorena Bianchetti, Laura Efrikian, Mercédesz Henger                                                     | 436 000        | 3,9%    | [ 71 ]  |
| 4       | 2 ottobre 2024    | Alessandra Verni, Silvia Sardone, Rosanna Banfi                                                         | 275 000        | 4,6%    | [ 72 ]  |
| 5       | 9 ottobre 2024    | Vera Squatrito, Paola Quattrini, Sara Mariani                                                           | 401 000        | 3,4%    | [ 73 ]  |
| 6       | 16 ottobre 2024   | Emanuela Folliero, Gabriella Farinon, Giada Desideri                                                    | 438 000        | 3,9%    | [ 74 ]  |
| 7       | 23 ottobre 2024   | Arianna David, Chiara Iezzi, Gabriella Golia                                                            | 429 000        | 3,5%    | [ 75 ]  |
| 8       | 6 novembre 2024   | Serena Grandi, Viola Valentino, Federica Gentile                                                        | 225 000        | 2,6%    | [ 76 ]  |
| 9       | 13 novembre 2024  | Rossella Erra, Justine Mattera, Angela Frenda                                                           | 235 000        | 2,5%    | [ 77 ]  |
| 10      | 20 novembre 2024  | Barbara De Rossi, Licia Ronzulli, Ada Alberti                                                           | 201 000        | 2,4%    | [ 78 ]  |
| 11      | 27 novembre 2024  | Isabella De Ninno, Elisa Di Eusanio, Francesca Cipriani                                                 | 246 000        | 2,6%    | [ 79 ]  |
| 12      | 4 dicembre 2024   | Michela Vittoria Brambilla, Maria Giovanna Elmi, Federica Zanella                                       | 200 000        | 2,3%    | [ 80 ]  |
| 13      | 11 dicembre 2024  | Eva Grimaldi, Marina Suma, Francesca Rettondini                                                         | 500 000        | 4,8%    | [ 81 ]  |
| 14      | 18 dicembre 2024  | Flavia Vento, Samantha de Grenet, Michela Persico                                                       | 360 000        | 4,0%    | [ 82 ]  |
| 15      | 1º gennaio 2025   | Milena Miconi, Monica Leofreddi, Miriana Trevisan                                                       | 310 000        | 7,08%   | [ 83 ]  |
| 16      | 8 gennaio 2025    | Paola Saluzzi, Debora Caprioglio, Jane Alexander                                                        | 189 000        | 1,78%   | [ 84 ]  |
| 17      | 15 gennaio 2025   | Lina Sastri, Loredana Cannata, Loredana Lecciso                                                         | 102 000        | 2,0%    | [ 85 ]  |
| 18      | 22 gennaio 2025   | Enrica Bonaccorti, Alessandra Drusian, Michela Andreozzi                                                | 99 000         | 2,2%    | [ 86 ]  |
| 19      | 29 gennaio 2025   | Imma Battaglia, Alessandra Tripoli, Floriana Secondi                                                    | 292 000        | 3,3%    | [ 87 ]  |
| 20      | 5 febbraio 2025   | Antonella Mosetti, Daniela del Secco d'Aragona, Gegia                                                   | 398 000        | 4,7%    | [ 88 ]  |
| 21      | 19 febbraio 2025  | Guendalina Tavassi, Marina Tagliaferri, Giulia Elettra Gorietti, Francesca Alotta                       | 177 000        | 5,3%    | [ 89 ]  |
| 22      | 26 febbraio 2025  | Augusta Montaruli, Gabriella Golia, Fanny Cadeo, Chiara Taigi                                           | 155 000        | 4,5%    | [ 90 ]  |
| 23      | 5 marzo 2025      | Malena, Patrizia Pellegrino, Marzia Roncacci                                                            | 117 000        | 3,5%    | [ 91 ]  |
| 24      | 12 marzo 2025     | Cristiana Ciacci, Flavia Vento, Cinzia Leone, Emanuela Tittocchia                                       | 84 000         | 2,6%    | [ 92 ]  |
| 25      | 19 marzo 2025     | Antonella Mosetti, Francesca De Stefano, Elena Morali, Numa Palmer                                      | 117 000        | 3,8%    | [ 93 ]  |
| 26      | 26 marzo 2025     | Sofia Bruscoli, Miriana Trevisan, Francesca Brienza                                                     | 171 000        | 4,4%    | [ 94 ]  |
| 27      | 2 aprile 2025     | Éva Henger, Samantha de Grenet, Ylenja Lucaselli, Barbara Matera                                        | 157 000        | 4,4%    | [ 95 ]  |
| 28      | 9 aprile 2025     | Rosalia Porcaro, Benny Green, Wilma Goich, Lucia Bramieri                                               | 92 000         | 3,1%    | [ 96 ]  |
| 29      | 16 aprile 2025    | Delia Duran, Miriam Candurro, Arianna Di Claudio, Alma Manera, Barbara Francesca Ovieni                 | 189 000        | 5,3%    | [ 97 ]  |
| 30      | 23 aprile 2025    | Patrizia Pellegrino, Maria Pia Ruspoli, Giulia Schiavo, Francesca Valtorta, Carlotta                    | 89 000         | 2,8%    | [ 98 ]  |
| 31      | 30 aprile 2025    | Patrizia Rossetti, Daniela Di Maggio, Manuela Moreno, Chiara Taigi                                      | 121 000        | 3,4%    | [ 99 ]  |
| 32      | 7 maggio 2025     | Marina Suma, Donatella Finocchiaro, Federica Peluffo, Veronica Ursida                                   | 75 000         | 2,3%    | [ 100 ] |
| 33      | 14 maggio 2025    | Barbara Bouchet, Francesca De André, Sabina Stilo, Chiara Taigi                                         | 117 000        | 3,8%    | [ 101 ] |
| 34      | 21 maggio 2025    | Tea Ranno, Daniela Tagliafico, Laura Magli, Chiara Taigi                                                | 75 000         | 2,2%    | [ 102 ] |
| 35      | 28 maggio 2025    | Fanny Cadeo, Numa Palmer, Elisa D'Ospina, Ada Alberti, Antonella Salvucci                               | 66 000         | 2,1%    | [ 103 ] |
| 36      | 4 giugno 2025     | Carolina Marconi, Chiara Boni, Angelica Pisilli, Simona Frascaria, Elena Bonelli                        | 107 000        | 3,5%    | [ 104 ] |
| 37      | 11 giugno 2025    | Mila Suarez, Lorenza Mario, Arianna David, Bianca Luna Santoro, Luisa Corna                             | 116 000        | 3,4%    | [ 105 ] |
| 38      | 18 giugno 2025    | Sarah Altobello, Chiara Giuffrida, Cinzia TH Torrini, Morena Zapparoli, Violiniste Chic                 | 89 000         | 3,3%    | [ 106 ] |
| 39      | 25 giugno 2025    | Beatrice Segreti, Violiniste Chic, Miriana Trevisan, Giulia Ragazzini, Elena Morali                     | 110 000        | 3,6%    | [ 107 ] |
| 40      | 2 luglio 2025     | Flavia Vento, Mirca Viola, Irene Gionfriddo, Jane Alexandre, Agnese Gironi, Nadia Bengala, Angelo Trane | 121 000        | 4,1%    | [ 108 ] |
| 41      | 9 luglio 2025     | Dalila Di Lazzaro, Angelo Trane                                                                         | 429 000        | 5,0%    | [ 109 ] |
| 42      | 16 luglio 2025    | Luisa Corna, Sofia Bruscoli, Laura Efrikian, Eleonora Cecere, Roberta Caronia                           | 383 000        | 5,4%    | [ 110 ] |
| 43      | 23 luglio 2025    | Paola Caruso, Valeria Marini, Roberta Schira, Francesca Cipriani, Cinzia Tedesco                        | 271 000        | 3,2%    | [ 111 ] |
| 44      | 30 luglio 2025    | Chiara Colosimo, Angelo Trane, Corinne Cléry, Evelina Nazzari, Gabriella Golia                          | 265 000        | 2,9%    | [ 112 ] |
| 45      | 6 agosto 2025     | Lory Del Santo, Alma Manera, Angelo Trane, Clarissa Burt, Cristina Brizzolari                           | 276 000        | 4,0%    | [ 113 ] |

## Spin-off

### Storie di donne al bivio Weekend
A partire dalla seconda edizione, la trasmissione è andata in onda di sabato pomeriggio con uno spin-off intitolato Storie di donne al bivio Weekend.

#### Prima edizione
| Puntata | Data             | Ospiti                                                 | Ascolti        | Ascolti | Fonti   |
| Puntata | Data             | Ospiti                                                 | Telespettatori | Share   | Fonti   |
| ------- | ---------------- | ------------------------------------------------------ | -------------- | ------- | ------- |
| 1       | 17 febbraio 2024 | Lory Del Santo, Roberta Capua, Manila Nazzaro          | 171 000        | 4,1%    | [ 114 ] |
| 2       | 24 febbraio 2024 | Nancy Brilli, Rosanna Banfi, Simona Izzo               | 490 000        | 3,5%    | [ 115 ] |
| 3       | 9 marzo 2024     | Alba Parietti, Rosanna Lambertucci, Samantha de Grenet | 447 000        | 3,1%    | [ 116 ] |
| 4       | 23 marzo 2024    | Manuela Moreno, Rita dalla Chiesa, Samanta Togni       | 604 000        | 4,6%    | [ 117 ] |
| 5       | 30 marzo 2024    | Jo Squillo, Rita Rusić, Denny Méndez                   | 343 000        | 2,6%    | [ 118 ] |
| 6       | 6 aprile 2024    | Bianca Guaccero, Laura Freddi, Caterina Collovati      | 518 000        | 4,0%    | [ 119 ] |
| 7       | 13 aprile 2024   | Loredana Lecciso, Milena Miconi, Flora Canto           | 402 000        | 3,2%    | [ 120 ] |
| 8       | 20 aprile 2024   | Enrica Bonaccorti, Nina Soldano, Maria Teresa Ruta     | 537 000        | 3,9%    | [ 121 ] |
| 9       | 27 aprile 2024   | Nadia Bengala, Natasha Stefanenko, Miriana Trevisan    | 518 000        | 3,9%    | [ 122 ] |

#### Seconda edizione
| Puntata | Data              | Ospiti | Ascolti        | Ascolti | Fonti   |
| Puntata | Data              | Ospiti | Telespettatori | Share   | Fonti   |
| ------- | ----------------- | --- | -------------- | ------- | ------- |
| 1       | 21 settembre 2024 | Manila Nazzaro, Simona Izzo, Barbara De Rossi                                                                                                | 388 000        | 4,1%    | [ 123 ] |
| 2       | 5 ottobre 2024    | Carmen Russo, Serena Grandi, Natasha Stefanenko                                                                                              | 501 000        | 4,7%    | [ 124 ] |
| 3       | 19 ottobre 2024   | Nancy Brilli, Nadia Bengala, Simona Tagli | 396 000        | 3,6%    | [ 125 ] |
| 4       | 26 ottobre 2024   | Carmen Russo, Roberta Capua, Elenoire Casalegno, Rossella Erra, Pamela Prati                                                                 | 435 000        | 4,0%    | [ 126 ] |
| 5       | 2 novembre 2024   | Rosanna Banfi, Samantha de Grenet, Rita Rusić, Rossella Erra, Patrizia Rossetti                                                              | 362 000        | 3,8%    | [ 127 ] |
| 6       | 9 novembre 2024   | Valeria Marini, Patrizia Rossetti, Patrizia Pellegrino, Rossella Erra, Manuela Moreno                                                        | 469 000        | 4,5%    | [ 128 ] |
| 7       | 16 novembre 2024  | Vittoria Belvedere, Alda D'Eusanio, Antonella Elia, Rossella Erra, Benedicta Boccoli                                                         | 507 000        | 4,7%    | [ 129 ] |
| 8       | 30 novembre 2024  | Carmen Russo, Valeria Marini, Alda D'Eusanio, Rossella Erra, Nadia Bengala                                                                   | 576 000        | 5,1%    | [ 130 ] |
| 9       | 7 dicembre 2024   | Elisabetta Gregoraci, Arianna David, Jane Alexander, Rossella Erra, Luisa Corna                                                              | 577 000        | 5,4%    | [ 131 ] |
| 10      | 14 dicembre 2024  | Flora Canto, Giada Desideri, Manila Nazzaro, Rossella Erra, Emanuela Folliero                                                                | 508 000        | 4,8%    | [ 132 ] |
| 11      | 21 dicembre 2024  | Eleonora Daniele, Carmen Russo, Sara Ricci, Rossella Erra, Manila Nazzaro                                                                    | 477 000        | 4,6%    | [ 133 ] |
| 12      | 28 dicembre 2024  | Bianca Guaccero, Enrica Bonaccorti, Nathalie Caldonazzo, Rossella Erra, Francesca Cipriani                                                   | 809 000        | 8,2%    | [ 134 ] |
| 13      | 4 gennaio 2025    | Loredana Lecciso, Carmen Russo, Alessia Fabiani, Nadia Rinaldi, Mercédesz Henger                                                             | 761 000        | 7,3%    | [ 135 ] |
| 14      | 11 gennaio 2025   | Lory Del Santo, Nina Soldano, Justine Mattera, Matilde Brandi, Michela Persico                                                               | 617 000        | 5,5%    | [ 136 ] |
| 15      | 18 gennaio 2025   | Pamela Prati, Barbara De Rossi, Angela Melillo, Corinne Cléry, Miriana Trevisan                                                              | 570 000        | 5,0%    | [ 137 ] |
| 16      | 25 gennaio 2025   | Roberta Capua, Simona Izzo, Nancy Brilli, Gabriella Golia, Laura Freddi                                                                      | 624 000        | 5,6%    | [ 138 ] |
| 17      | 15 febbraio 2025  | Asia Argento, Myriam Catania, Patrizia Pellegrino, Eleonora Abbagnato, Flavia Vento, Tiziana Rivale                                          | 323 000        | 2,5%    | [ 139 ] |
| 18      | 22 febbraio 2025  | Rocío Muñoz Morales, Manuela Arcuri, Ramona Badescu, Cecilia Capriotti, Carmen Russo                                                         | 549 000        | 5,1%    | [ 140 ] |
| 19      | 1º marzo 2025     | Manuela Arcuri, Alda D'Eusanio, Barbara De Rossi, Cristina Donadio, Ada Alberti, Raffaella Fico                                              | 544 000        | 5,0%    | [ 141 ] |
| 20      | 29 marzo 2025     | Barbara De Rossi, Simona Cavallari, Fatima Trotta, Natasha Stefanenko, Guendalina Tavassi                                                    | 543 000        | 5,0%    | [ 142 ] |
| 21      | 5 aprile 2025     | Maria Grazia Cucinotta, Katia Ricciarelli, Patrizia Rossetti, Giulia Arena, Manuela Arcuri                                                   | 542 000        | 4,9%    | [ 143 ] |
| 22      | 12 aprile 2025    | Carmen Russo, Simona Izzo, Angela Melillo, Veronica Maya                                                                                     | 365 000        | 3,7%    | [ 144 ] |
| 23      | 19 aprile 2025    | Daniela Di Maggio, Rita Rusić, Matilde Brandi, Eleonora Abbagnato, Paola Saluzzi, Francesca Brienza                                          | 462 000        | 4,6%    | [ 145 ] |
| 24      | 3 maggio 2025     | Pamela Prati, Simona Tagli, Alessandra Tripoli, Emanuela Folliero, Chiara Boni                                                               | 366 000        | 4,0%    | [ 146 ] |
| 25      | 7 giugno 2025     | Samanta Togni, Serena Grandi, Carolina Rey, Benedetta Valanzano, Francesca Cipriani                                                          | 494 000        | 5,4%    | [ 147 ] |
| 26      | 14 giugno 2025    | Antonella Elia, Pietro Delle Piane, Natasha Stefanenko, Paola Caruso, Jalisse, Corinne Cléry, Nadia Rinaldi                                  | 404 000        | 4,2%    | [ 148 ] |
| 27      | 21 giugno 2025    | Abba The Best, Barbara De Rossi, Rosanna Fratello, Elenoire Casalegno, Federica Peluffo, Angelo Trane, Gabriella Farinon, Piero Mazzocchetti | 349 000        | 3,3%    | [ 149 ] |
| 28      | 28 giugno 2025    | Manila Nazzaro, Stefano Oradei, Corinne Cléry, Maria Monsè, Daria Illy, Abba The Best                                                        | 369 000        | 3,5%    | [ 150 ] |
| 29      | 9 agosto 2025     | Arianna David, Éva Henger, Floriana Secondi, Paola Quattrini, Lucrezia Mangilli, Chiara Taigi                                                | 338 000        | 4,6%    | [ 151 ] |

### Storie di donne al bivio Prima serata
Il 27 agosto, il 9 settembre e il 27 dicembre 2024 e il 3 gennaio 2025 la trasmissione è andata in onda in prima serata con uno spin-off intitolato Storie di donne al bivio Prima serata.
| Puntata | Data             | Ospiti | Ascolti        | Ascolti | Fonti   |
| Puntata | Data             | Ospiti | Telespettatori | Share   | Fonti   |
| ------- | ---------------- | --- | -------------- | ------- | ------- |
| 1       | 27 agosto 2024   | Asia Argento, Roberta Capua, Nunzia De Girolamo, Monica Leofreddi, Valeria Marini                                                         | 887 000        | 6,3%    | [ 153 ] |
| 2       | 9 settembre 2024 | Rita dalla Chiesa, Daniela Di Maggio, Veronica Maya, Carmen Russo, Pamela Prati, Simona Izzo, Elisabetta Gregoraci                        | 837 000        | 6,1%    | [ 155 ] |
| 3       | 27 dicembre 2024 | Loredana Lecciso, Claudia Gerini, Anna Falchi, Eleonora Abbagnato, Lory Del Santo, Maria Grazia Cucinotta, Natasha Stefanenko             | 748 000        | 5,0%    | [ 157 ] |
| 4       | 3 gennaio 2025   | Antonella Elia, Katia Ricciarelli, Paola Saluzzi, Laura Freddi, Eva Grimaldi, Malena, Valeria Marini, Barbara De Rossi, Patrizia Rossetti | 965 000        | 6,9%    | [ 159 ] |

### Storie al bivio Show
| Puntata | Data           | Ospiti | Anteprima      | Anteprima | Ascolti        | Ascolti | Fonti   |
| Puntata | Data           | Ospiti | Telespettatori | Share     | Telespettatori | Share   | Fonti   |
| ------- | -------------- | --- | -------------- | --------- | -------------- | ------- | ------- |
| 1       | 24 giugno 2025 | Al Bano con la figlia Jasmine, Arianna Mihajlović, Sal Da Vinci, Corinne Cléry, Nancy Dell'Olio, Francesca Pascale, Trio Appassionate                           | 484 000        | 3,1%      | 416 000        | 3,9%    | [ 160 ] |
| 2       | 1º luglio 2025 | Angela Melillo, Arianna David, Carmen Russo con Enzo Paolo Turchi, Gigi Finizio, Natasha Stefanenko con Luca Sabbioni, Paola Caruso, Alex Belli con Delia Duran | 642 000        | 3,9%      | 590 000        | 5,5%    | [ 161 ] |

## Parodia
All'interno del programma di TV8, GialappaShow, è presente una parodia del programma chiamata Robba de donne, con Giulia Vecchio che interpreta la Setta. L'imitazione ha sucitato le ire della conduttrice Rai per via di come è rappresentata. A detta sua, sarebbe un blando body-shaming e non satira, tanto da aver incaricato i suoi legali di diffidare la rete che ospita il programma.